# 土庫 (高雄市楠梓區)
土庫，是臺灣高雄市楠梓區的一個傳統地域名稱，位於該區東北部凸出部分。相較於今日行政區，其範圍大致包括清豐里不含西南端及南部邊界地帶中央一小段、東寧里北部中央略偏西倒三角地區、五常里北部邊界地帶。

本地區境內主要聚落為土庫、芎蕉腳、中厝仔，設有楠梓高中、楠梓國中（大部分）、楠梓國小（小部分），國立高雄科技大學第一校區亦有一部分在本地區境內。

## 歷史
台灣日治初期，土庫地區為一街庄，稱為「土庫庄」（舊制街庄），隸屬於觀音中里。該庄昔日北與中崎庄為鄰，東與中路林庄、保舍甲庄、大社庄為鄰，南邊為楠梓坑街，西邊為橋仔頭庄。
1901年（日治明治三十四年）11月11日，全台廢縣廳改設二十廳，該庄隸屬於鳳山廳。1904年（明治三十七年）5月3日，該庄編入「楠梓坑區」，隸屬於鳳山廳。1909年（明治四十二年）10月25日，全台合併二十廳為十二廳，楠梓坑區改隸屬於臺南廳。1920年（大正九年）10月1日，全台地方制度大改正，廢十二廳改設五州二廳，該庄改制為「土庫」大字，隸屬於高雄州高雄郡楠梓庄（新制街庄）。1924年（大正十三年）12月25日，高雄郡廢郡，楠梓庄改隸屬於岡山郡。1943年（昭和十八年）10月1日，楠梓庄廢庄，本地區改隸屬於州轄高雄市。
戰後高雄市改制為省轄高雄市，大字亦改制為里。1946年（民國35年），高雄市劃分為10個區，本地區隸屬於楠梓區。1979年（民國68年）7月1日，高雄市升格為院轄高雄市。2010年（民國99年）12月25日，高雄縣、市合併為現今院轄高雄市。

## 聚落
本地區發展較早的聚落為土庫、芎蕉腳、中厝仔，在日治初期的官方地圖上已有記載。

## 交通
國道1號又稱「中山高速公路」，是貫穿台灣西部的兩條縱向高速公路之一，經過本地區東部，並在省道台22線交會處至南邊的市道183號交會處設有楠梓交流道。由此可快速前往國道1號沿線各地。
省道台22線俗稱「旗楠公路」，是楠梓至高樹的幹道，經過本地區的土庫聚落。由該道路西行可前往楠梓區楠梓市區，並止於朝新路路口；東行可前往大社區西北端、燕巢區南部、旗山區/大樹區交界地帶、屏東縣九如鄉西北端等地。

## 學校
- 國立高雄科技大學第一校區（部分）
- 楠梓高中
- 楠梓國中（大部分）
- 楠梓國小（小部分）